# Castiarina victoriensis
Castiarina victoriensis es una especie de escarabajo del género Castiarina, familia Buprestidae. Fue descrita científicamente por Blackburn en 1890.